# ヴォイスラヴ・メリッチ
ヴォイスラヴ・メリッチ（セルビア語: Војислав Мелић, ラテン文字転写: Vojislav Melić、1940年1月5日 - 2006年4月7日）は、セルビア（旧ユーゴスラビア）の元サッカー選手。ポジションはミッドフィールダー。

## 経歴
地元クラブのFKマチュヴァ・シャバツからレッドスター・ベオグラードに移籍するとキャプテンを務め、フランスのFCソショー＝モンベリアルとASベジエ・エローでも活躍した。
ユーゴスラビア代表では1962年から1967年までの27試合に出場している。